# Christmas Duets
Christmas Duets è un album di raccolta del cantante statunitense Elvis Presley, pubblicato nel 2008.

## Tracce
1. Blue Christmas – 2:30 – con Martina McBride
2. I'll Be Home for Christmas – 3:36 – con Carrie Underwood
3. Here Comes Santa Claus (Right Down Santa Claus Lane) – 1:58 – con LeAnn Rimes
4. Santa Claus Is Back in Town – 2:26 – con Wynonna Judd
5. Silent Night – 2:24 – con Sara Evans
6. White Christmas – 2:25 – con Amy Grant
7. Merry Christmas Baby – 8:06 – con Gretchen Wilson
8. O Little Town of Bethlehem – 2:38 – con Karen Fairchild & Kimberly Schlapman
9. Silver Bells – 2:27 – con Anne Murray
10. O Come, All Ye Faithful – 2:52 – con Olivia Newton-John
11. The First Noel (2008) – 2:14
12. If I Get Home On Christmas Day (2008) – 2:55
13. Winter Wonderland (2008) – 2:25